# Chélieu
Chélieu é uma comuna francesa na região administrativa de Auvérnia-Ródano-Alpes, no departamento de Isère. Estende-se por uma área de 10,13 km². Em 2010 a comuna tinha 711 habitantes (densidade: 70,2 hab./km²).